# 基洛夫级巡洋舰 (1936年)
基洛夫级巡洋艦 (26型) 是1930年代后期苏联海军建造的六艘巡洋舰，由于后四艘稍加厚了装甲所以也称为“马克西姆高尔基级”它们是苏联建国以来第一次新建的大型舰只，设计上得到了意大利船隻設計公司安薩爾多的帮助，和雷蒙多·蒙特庫科利號巡洋艦有直系血源關係。基洛夫級巡洋艦共建造6艘，其中有4艘在德國入侵蘇聯前夕下水服役，並投入對抗軸心國的戰斗中；2艘當時未完工的同級艦在戰爭期間完成，6艘軍艦均未因戰爭損失，大多於1970年年代因機件老化退役拆解。

## 建造
在蘇聯建國歷經十月革命與俄國內戰後，蘇聯百廢待兴，同時也失去了俄羅斯帝國時代的大型軍艦造艦能量，為了重建海軍蘇聯因此向國外求援。
蘇聯人最後在1930年代初期找上了義大利，由義大利船艦設計商安爾薩多提供一個以現役巡洋艦構型衍生的7,200噸級巡洋艦設計，該設計同時配備有6門152公厘主炮，義大利人保證如果船艦噸位控制在7,200噸前後時，軍艦可兼具極速37節的性能；而如果配備三聯裝砲塔，火力與噸位控制上均能得到滿意的平衡，於是他的武裝即為三聯裝180毫米主炮。蘇聯在1934年11月與安爾薩多簽訂合約，採購以拉依蒙多·蒙特庫科利號巡洋艦為基礎的巡洋艦設計，並向義大利訂製相關機具，蘇聯將這項造艦案稱為26號計劃。不過實際施工時因為機具調整及蘇聯對海象的適性要求，26號計畫艦施工較海外同級軍艦要為遲緩，在完成首批次艦艇後，蘇聯因應本國要求陸續建造26bis與26bis2等小規模改良型，因此本級艦最後與義大利計畫版本有諸多差別。
雖然伏羅希洛夫首先建造，但基洛夫是該級別的原型並首先完成。當基洛夫完工後的海試時，她的表現令人失望，因為她在意大利製造的渦輪機最初有一些小缺陷，而且她的速度比保證的37節航速慢1節。意大利人指出，該保證僅適用於排水量為 7200 噸或更少的艦艇，然而她的設計噸位卻超過7500噸。此外，她的砲塔也有許多問題，像是她造成的爆炸火花比預期的要多，這表明她的焊接方式並沒有完全照規格走。為了緩解這個問題，她犧牲部分發射弧。鑒於義大利的渦輪機所跑出來的成果後，渦輪機改由蘇聯製造，自產渦輪機比預期的更強大，她幾乎達到了她的設計速度。雖然蘇聯後來陸續修改設計而增加船隻噸位，原定的37節極速性能最終未能實踐，但仍以36.72節的航速登上蘇聯二戰最快巡洋艦。

## 同級艦艇
| 艦名            | 建造日         | 下水日期       | 服役日期       | 結局       |
| 26型            | 26型           | 26型           | 26型           | 26型       |
| --------------- | -------------- | -------------- | -------------- | ---------- |
| 基洛夫號        | 1935年10月22日 | 1936年11月30日 | 1938年9月23日  | 1974年報廢 |
| 伏羅希洛夫號    | 1935年10月15日 | 1937年6月28日  | 1940年6月20日  | 1973年報廢 |
| 26型bis         |                |                |                |            |
| 馬克沁·戈爾基號 | 1936年12月20日 | 1938年4月30日  | 1940年12月12日 | 1959年報廢 |
| 莫洛托夫號      | 1937年1月14日  | 1939年12月4日  | 1941年1月14日  | 1972年報廢 |
| 26型bis次级     |                |                |                |            |
| 卡岡諾維奇號    | 1938年8月26日  | 1942年5月7日   | 1944年12月6日  | 1960年報廢 |
| 加里寧號        | 1938年8月12日  | 1942年5月8日   | 1942年12月31日 | 1963年報廢 |

## 引注
1. ↑  Yakubov and Worth，第83、84頁.
2. ↑  Yakubov and Worth，第84頁.

## 外连
- Molotov on Black Sea Fleet (with photos)（页面存档备份，存于） （俄文）
- Voroshilov om Black Sea Fleet (with photos)（页面存档备份，存于） （俄文）
- class history（页面存档备份，存于） （俄文）
- Individual ship histories on navsource.narod.ru（页面存档备份，存于） （俄文）